# Ga Hadan (Busan)
Ga Hadan là ga của Busan Metro tuyến 1 trên Hadan-dong, Saha-gu, Busan, Hàn Quốc.

## Bố cục ga
| Sinpyeong ↑ |
| \| S/B      |
| ↓ Dangni    |

| Hướng Nam | ● Tuyến 1 | ← Hướng đi Sinpyeong · Natgae · Cảng Dadaepo · Bãi biển Dadaepo |
| Hướng Bắc | ● Tuyến 1 | → Hướng đi Busan · Seomyeon · Dongnae · Nopo →                  |

## Liên kết
- Mạng thông tin trạm từ Tổng công ty vận chuyển Busan